# Chives
Chives est une commune du Sud-Ouest de la France située dans le département de la Charente-Maritime, en région Nouvelle-Aquitaine.
Ses habitants sont appelés les Chivois et les Chivoises.

## Géographie

### Localisation et accès
La commune se trouve en Charente-Maritime mais est limitrophe de deux autres départements : les Deux-Sèvres et la Charente.
Chives se trouve à 21 km au sud-est d'Aulnay-de-Saintonge et 39 km à l'est de Saint-Jean-d'Angély.

### Communes limitrophes
| Villiers-Couture    | Couture-d'Argenson (Deux-Sèvres) | Les Gours (Charente)   |
| Fontaine-Chalendray | Chives                           | Lupsault (Charente)    |
|                     | Ranville-Breuillaud (Charente)   | Barbezières (Charente) |

### Hydrographie
Un cours d'eau référencé par le Sandre traverse la commune. Il s'agit du Naudin, affluent de l'Aume.

## Urbanisme

### Typologie
Au 1er janvier 2024, Chives est catégorisée commune rurale à habitat dispersé, selon la nouvelle grille communale de densité à 7 niveaux définie par l'Insee en 2022.
Elle est située hors unité urbaine et hors attraction des villes,.

### Occupation des sols
L'occupation des sols de la commune, telle qu'elle ressort de la base de données européenne d’occupation biophysique des sols Corine Land Cover (CLC), est marquée par l'importance des territoires agricoles (86,4 % en 2018), en diminution par rapport à 1990 (87,3 %). La répartition détaillée en 2018 est la suivante : 
terres arables (73 %), zones agricoles hétérogènes (13,4 %), forêts (12,1 %), zones urbanisées (1,6 %). L'évolution de l’occupation des sols de la commune et de ses infrastructures peut être observée sur les différentes représentations cartographiques du territoire : la carte de Cassini (XVIIIe siècle), la carte d'état-major (1820-1866) et les cartes ou photos aériennes de l'IGN pour la période actuelle (1950 à aujourd'hui).

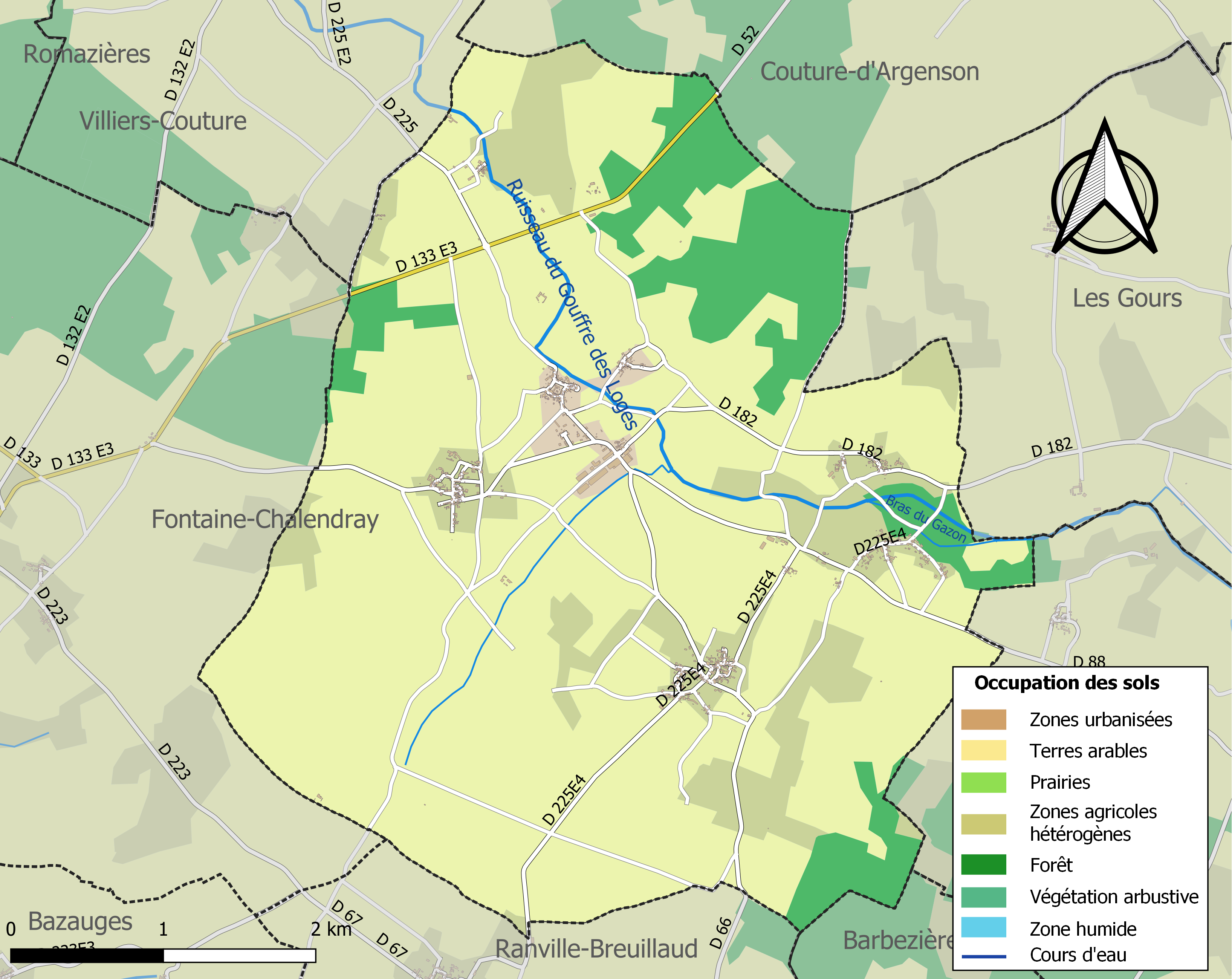
Carte des infrastructures et de l'occupation des sols de la commune en 2018 (CLC).

### Risques majeurs
Le territoire de la commune de Chives est vulnérable à différents aléas naturels : météorologiques (tempête, orage, neige, grand froid, canicule ou sécheresse), inondations, mouvements de terrains et séisme (sismicité modérée). Il est également exposé à un risque technologique, le transport de matières dangereuses. Un site publié par le BRGM permet d'évaluer simplement et rapidement les risques d'un bien localisé soit par son adresse soit par le numéro de sa parcelle.

#### Risques naturels
Certaines parties du territoire communal sont susceptibles d’être affectées par le risque d’inondation par débordement de cours d'eau, notamment le ruisseau du Gouffre des Loges. La commune a été reconnue en état de catastrophe naturelle au titre des dommages causés par les inondations et coulées de boue survenues en 1982, 1999 et 2010,.

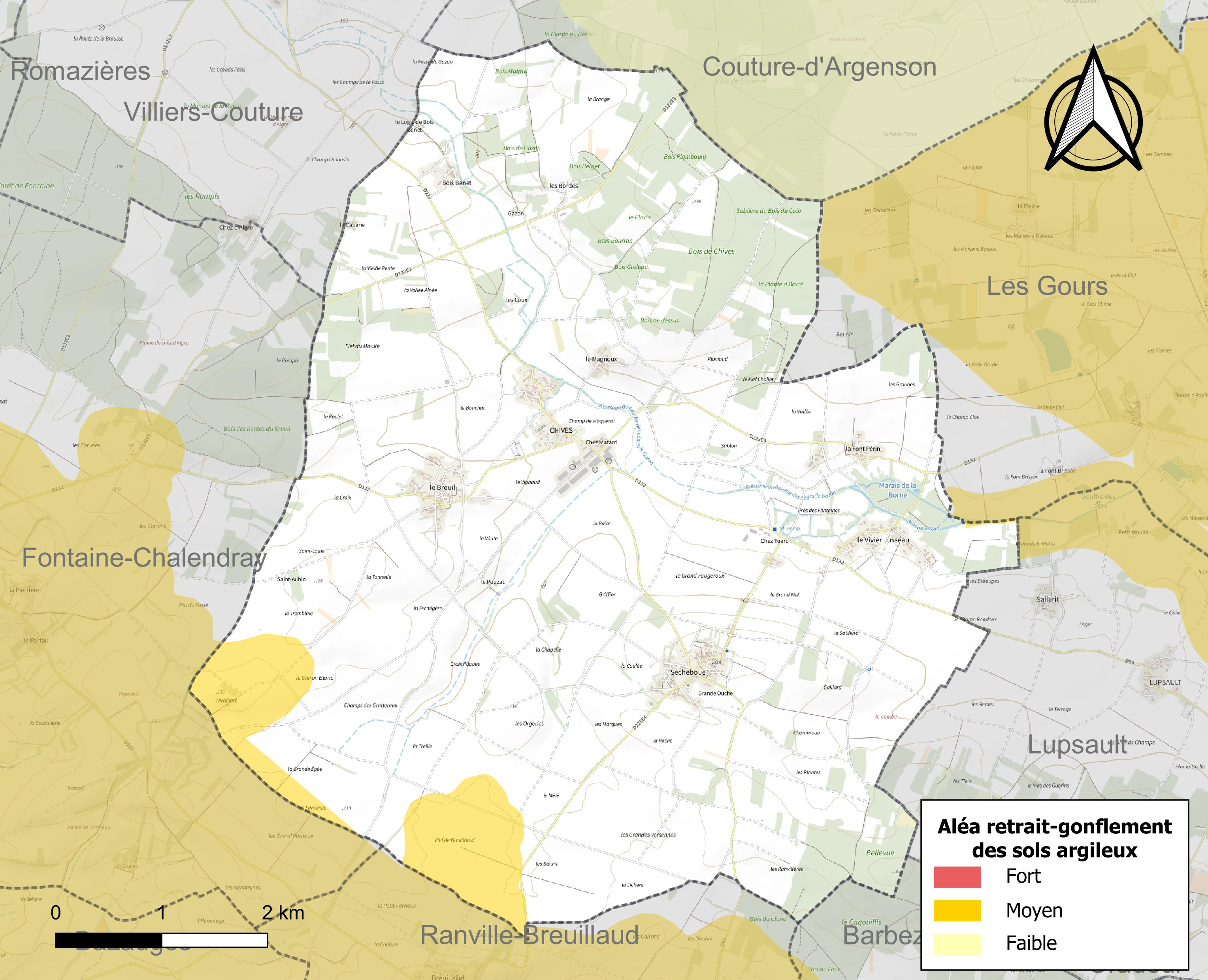
Carte des zones d'aléa retrait-gonflement des sols argileux de Chives.

Les mouvements de terrains susceptibles de se produire sur la commune sont des tassements différentiels.
Le retrait-gonflement des sols argileux est susceptible d'engendrer des dommages importants aux bâtiments en cas d’alternance de périodes de sécheresse et de pluie. 5,2 % de la superficie communale est en aléa moyen ou fort (54,2 % au niveau départemental et 48,5 % au niveau national). Sur les 273 bâtiments dénombrés sur la commune en 2019, aucun n'est en aléa moyen ou fort, à comparer aux 57 % au niveau départemental et 54 % au niveau national. Une cartographie de l'exposition du territoire national au retrait gonflement des sols argileux est disponible sur le site du BRGM,.
Par ailleurs, afin de mieux appréhender le risque d’affaissement de terrain, l'inventaire national des cavités souterraines permet de localiser celles situées sur la commune.
Concernant les mouvements de terrains, la commune a été reconnue en état de catastrophe naturelle au titre des dommages causés par des mouvements de terrain en 1999 et 2010.

#### Risques technologiques
Le risque de transport de matières dangereuses sur la commune est lié à sa traversée par une ou des infrastructures routières ou ferroviaires importantes ou la présence d'une canalisation de transport d'hydrocarbures. Un accident se produisant sur de telles infrastructures est susceptible d’avoir des effets graves sur les biens, les personnes ou l'environnement, selon la nature du matériau transporté. Des dispositions d’urbanisme peuvent être préconisées en conséquence.

## Toponymie
Selon Ernest Nègre, le toponyme serait issu du nom de propriétaire gallo-romain Cavius, suivi du suffixe -as.

## Histoire
Chives est une ancienne paroisse de Saintonge.
La commune se trouvait dans le canton de Beauvais-sur-Matha durant la période révolutionnaire (de 1790 à 1801).

## Administration

### Liste des maires
| Période                                  | Période  | Identité            | Étiquette   | Qualité |
| ---------------------------------------- | -------- | ------------------- | ----------- | ------- |
| Les données manquantes sont à compléter. |          |                     |             |         |
| 2001                                     | 2015     | Jean-Louis Protteau | UMP puis LR |         |
| 2015                                     | En cours | Stéphanie Grimaud   |             |         |

## Population et société

### Démographie

#### Évolution démographique
L'évolution du nombre d'habitants est connue à travers les recensements de la population effectués dans la commune depuis 1793. Pour les communes de moins de 10 000 habitants, une enquête de recensement portant sur toute la population est réalisée tous les cinq ans, les populations de référence des années intermédiaires étant quant à elles estimées par interpolation ou extrapolation. Pour la commune, le premier recensement exhaustif entrant dans le cadre du nouveau dispositif a été réalisé en 2004.

En 2022, la commune comptait 309 habitants, en évolution de −8,58 % par rapport à 2016 (Charente-Maritime : +4,04 %, France hors Mayotte : +2,11 %).
| 1793 | 1800 | 1806 | 1821 | 1831  | 1836  | 1841  | 1846  | 1851  |
| ---- | ---- | ---- | ---- | ----- | ----- | ----- | ----- | ----- |
| 960  | 885  | 852  | 972  | 1 128 | 1 055 | 1 038 | 1 047 | 1 012 |

| 1856 | 1861  | 1866 | 1872 | 1876 | 1881 | 1886 | 1891 | 1896 |
| ---- | ----- | ---- | ---- | ---- | ---- | ---- | ---- | ---- |
| 970  | 1 011 | 998  | 963  | 948  | 915  | 952  | 863  | 858  |

| 1901 | 1906 | 1911 | 1921 | 1926 | 1931 | 1936 | 1946 | 1954 |
| ---- | ---- | ---- | ---- | ---- | ---- | ---- | ---- | ---- |
| 818  | 762  | 759  | 694  | 682  | 681  | 689  | 649  | 640  |

| 1962 | 1968 | 1975 | 1982 | 1990 | 1999 | 2004 | 2006 | 2009 |
| ---- | ---- | ---- | ---- | ---- | ---- | ---- | ---- | ---- |
| 566  | 502  | 444  | 457  | 424  | 378  | 375  | 371  | 371  |

| 2014 | 2019 | 2022 | - | - | - | - | - | - |
| ---- | ---- | ---- | - | - | - | - | - | - |
| 343  | 316  | 309  | - | - | - | - | - | - |

#### Pyramide des âges
La population de la commune est relativement âgée.
En 2018, le taux de personnes d'un âge inférieur à 30 ans s'élève à 20,2 %, soit en dessous de la moyenne départementale (29 %). À l'inverse, le taux de personnes d'âge supérieur à 60 ans est de 48,1 % la même année, alors qu'il est de 34,9 % au niveau départemental.
En 2018, la commune comptait 165 hommes pour 158 femmes, soit un taux de 51,08 % d'hommes, largement supérieur au taux départemental (47,85 %).
Les pyramides des âges de la commune et du département s'établissent comme suit.
| Hommes | Classe d’âge | Femmes |
| ------ | ------------ | ------ |
| 1,2    | 90 ou +      | 1,9    |
| 15,5   | 75-89 ans    | 18,7   |
| 28,6   | 60-74 ans    | 30,3   |
| 22,4   | 45-59 ans    | 22,6   |
| 9,3    | 30-44 ans    | 9,0    |
| 11,8   | 15-29 ans    | 7,7    |
| 11,2   | 0-14 ans     | 9,7    |

| Hommes | Classe d’âge | Femmes |
| ------ | ------------ | ------ |
| 1,1    | 90 ou +      | 2,6    |
| 10,1   | 75-89 ans    | 12,6   |
| 22     | 60-74 ans    | 23,2   |
| 20,1   | 45-59 ans    | 19,7   |
| 16,1   | 30-44 ans    | 15,6   |
| 15,2   | 15-29 ans    | 12,7   |
| 15,4   | 0-14 ans     | 13,6   |

## Économie
La commune possède une coopérative agricole importante qui fut la plus importante du département. Aujourd'hui, elle fait partie de Corea Poitou-Charentes.

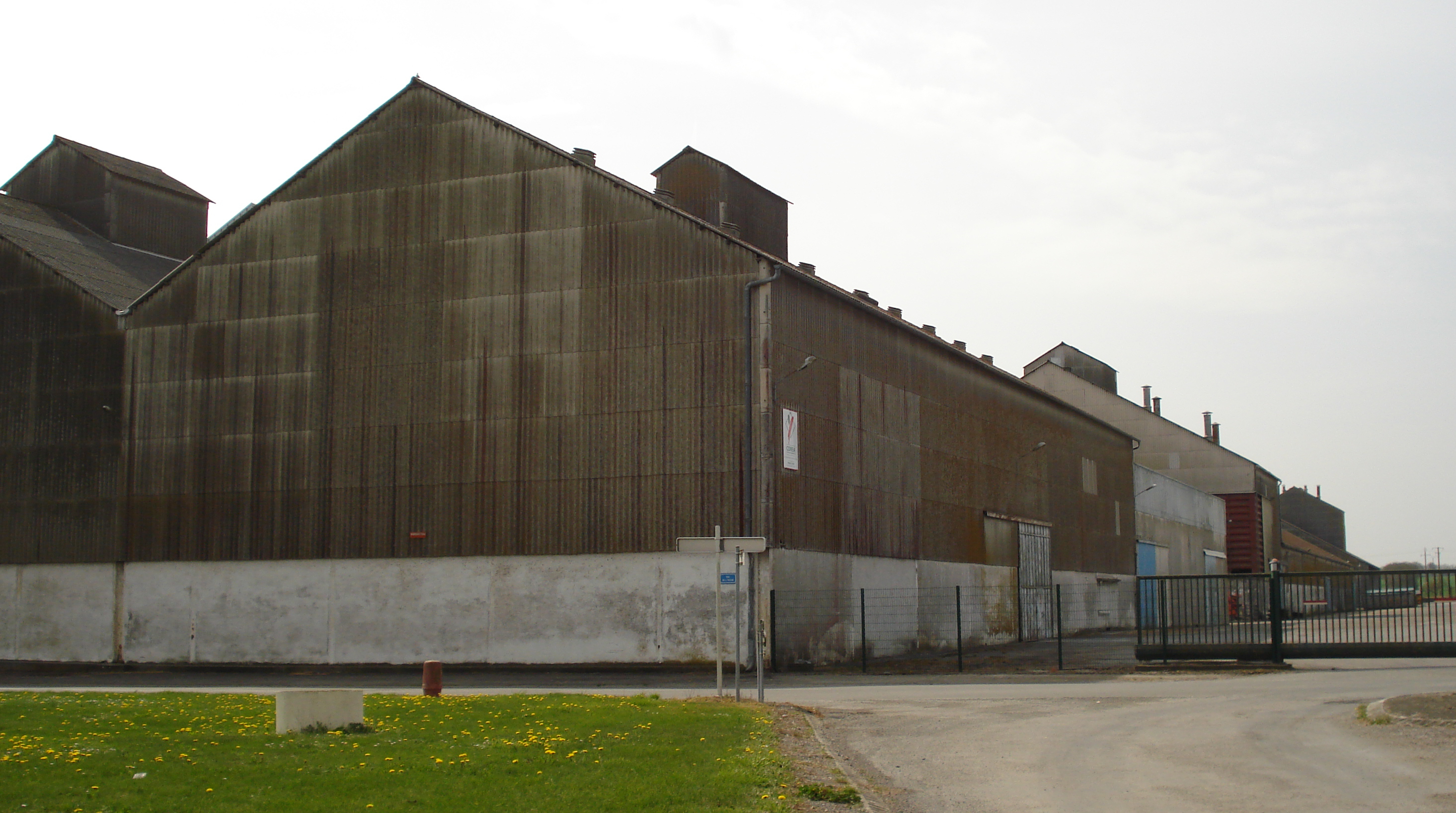
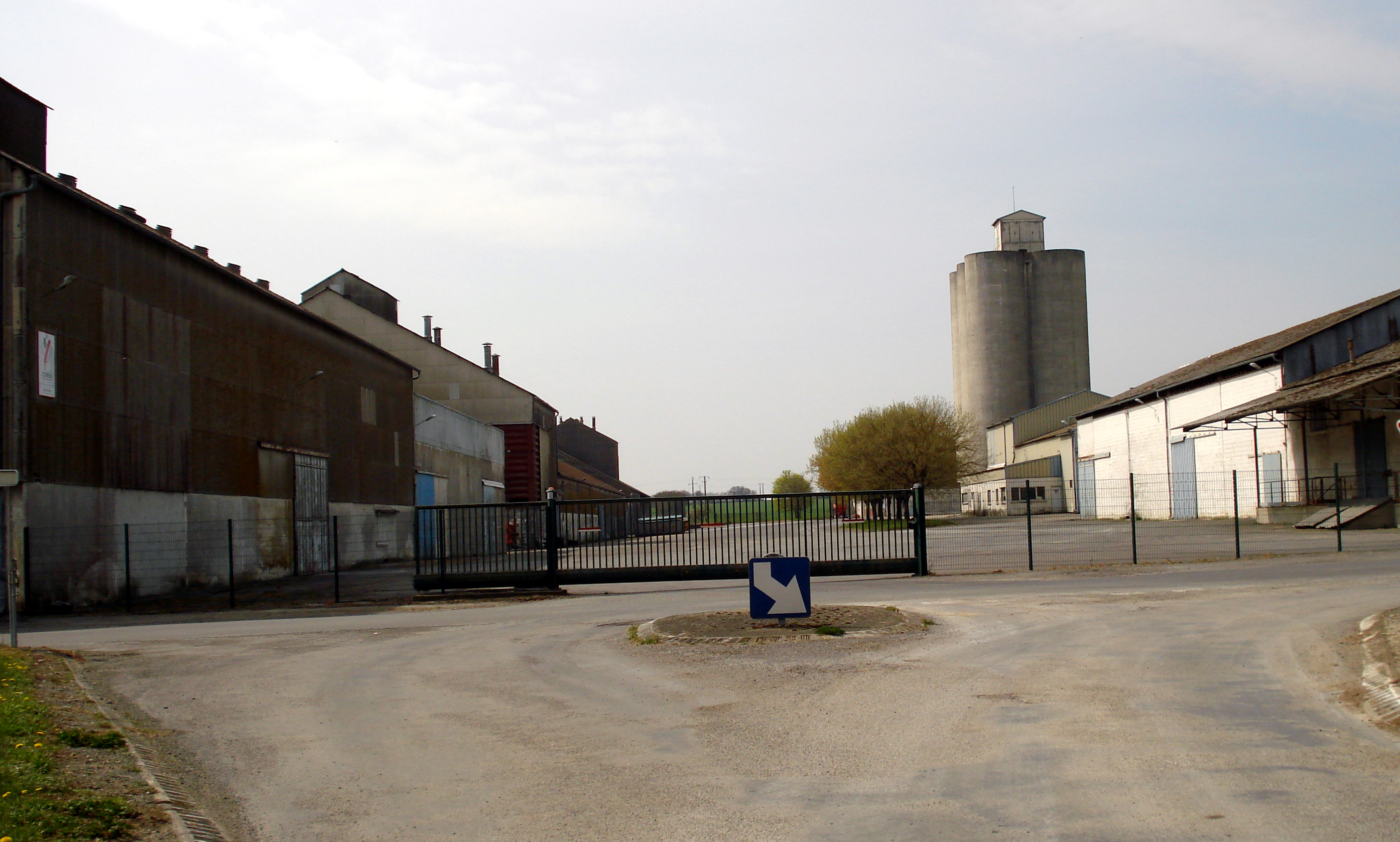
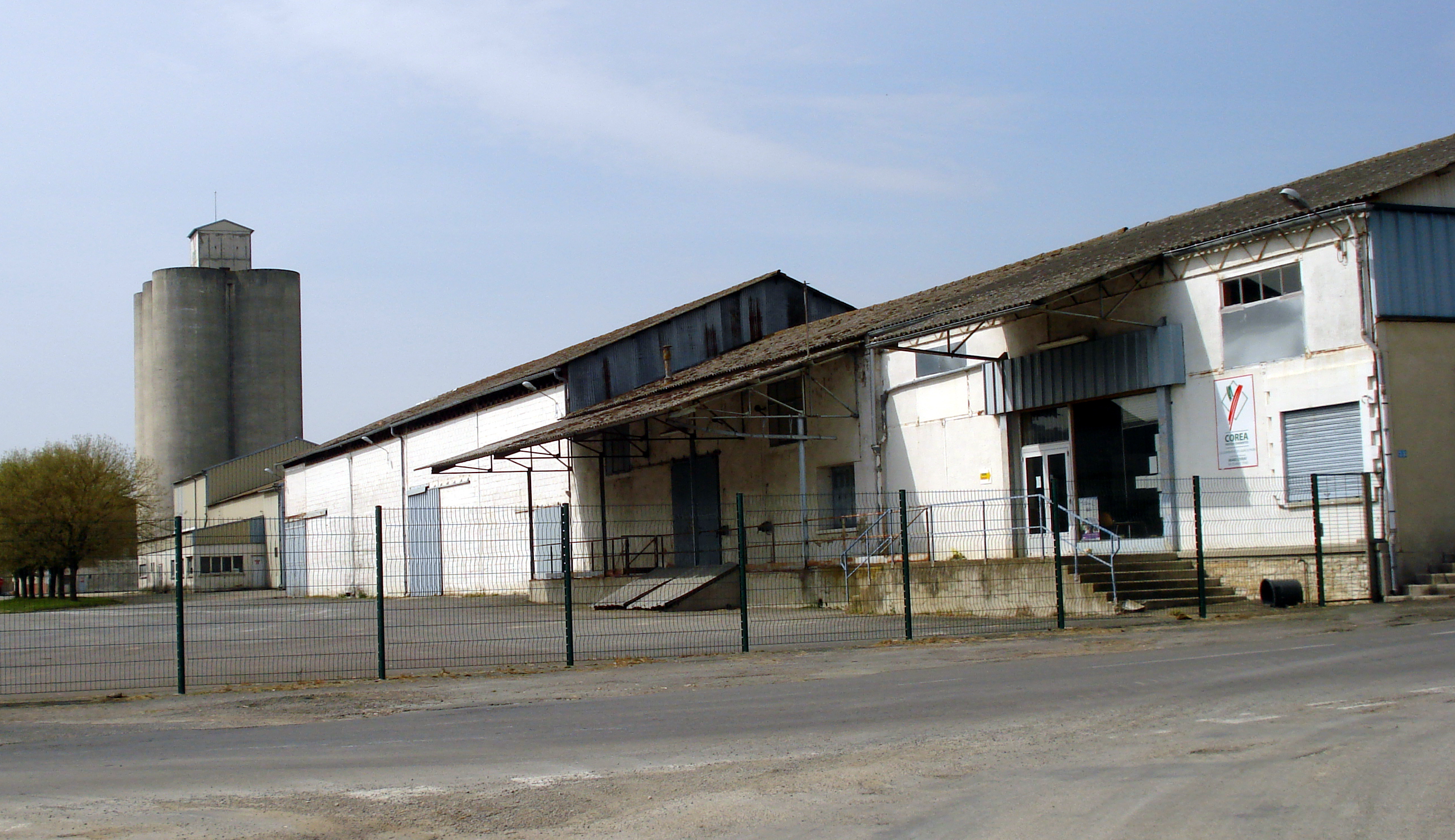

L'entreprise Sotrinbois, producteur de moulures et originaire de la commune voisine de Villiers-Couture, possède un site de production en face de la coopérative.

## Culture locale et patrimoine

### Lieux et monuments
- Menhir de la Grande Borne : c'est le plus haut menhir du département, constitué d'un bloc de calcaire de 1,90 m de haut, planté au bord d'un ruisseau. La pointe est arrondie et il semble que la face ouest ait fait l'objet d'un polissage[25]. 45° 57′ 11″ N, 0° 05′ 54″ O
- Église Saint Julien

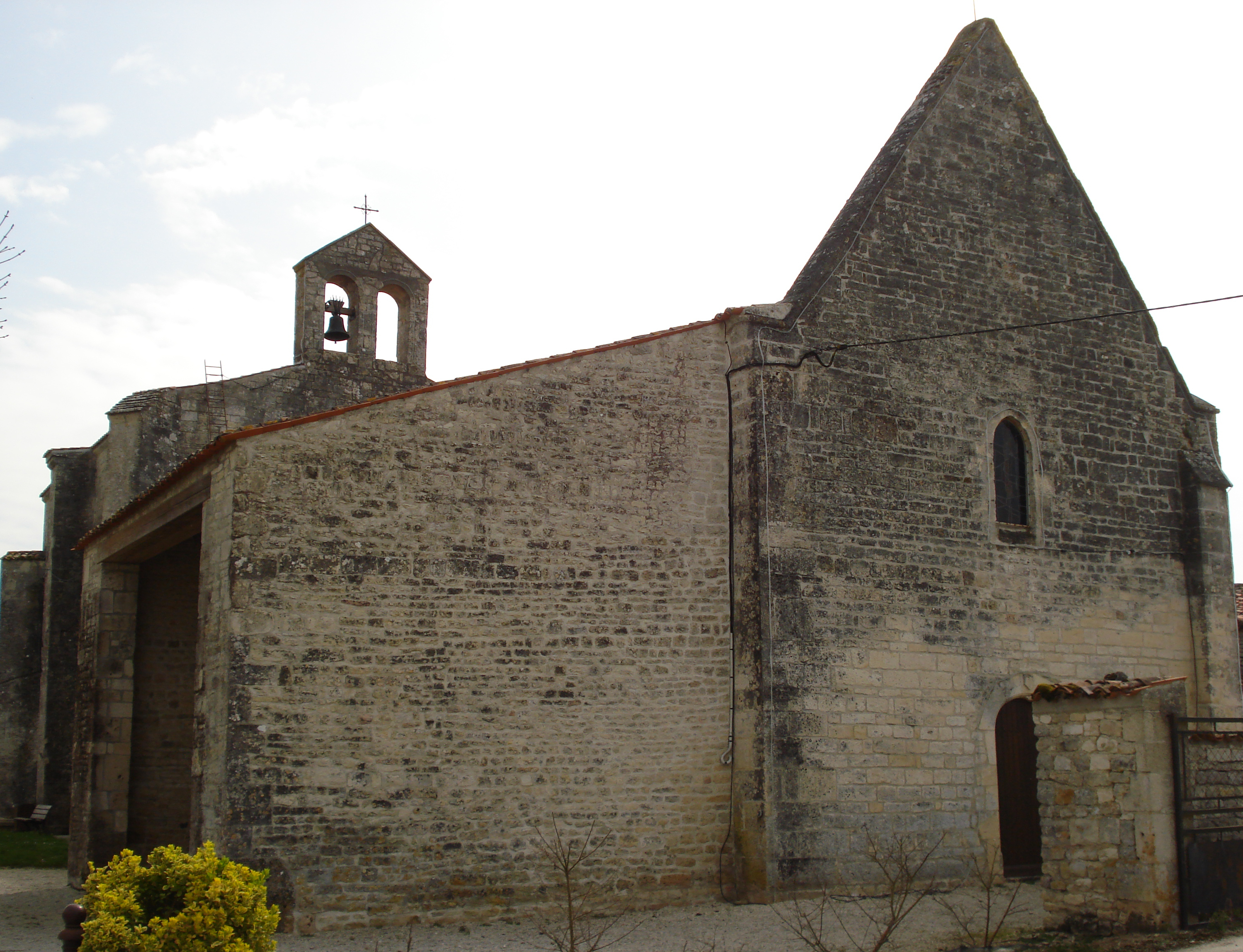
L'église.
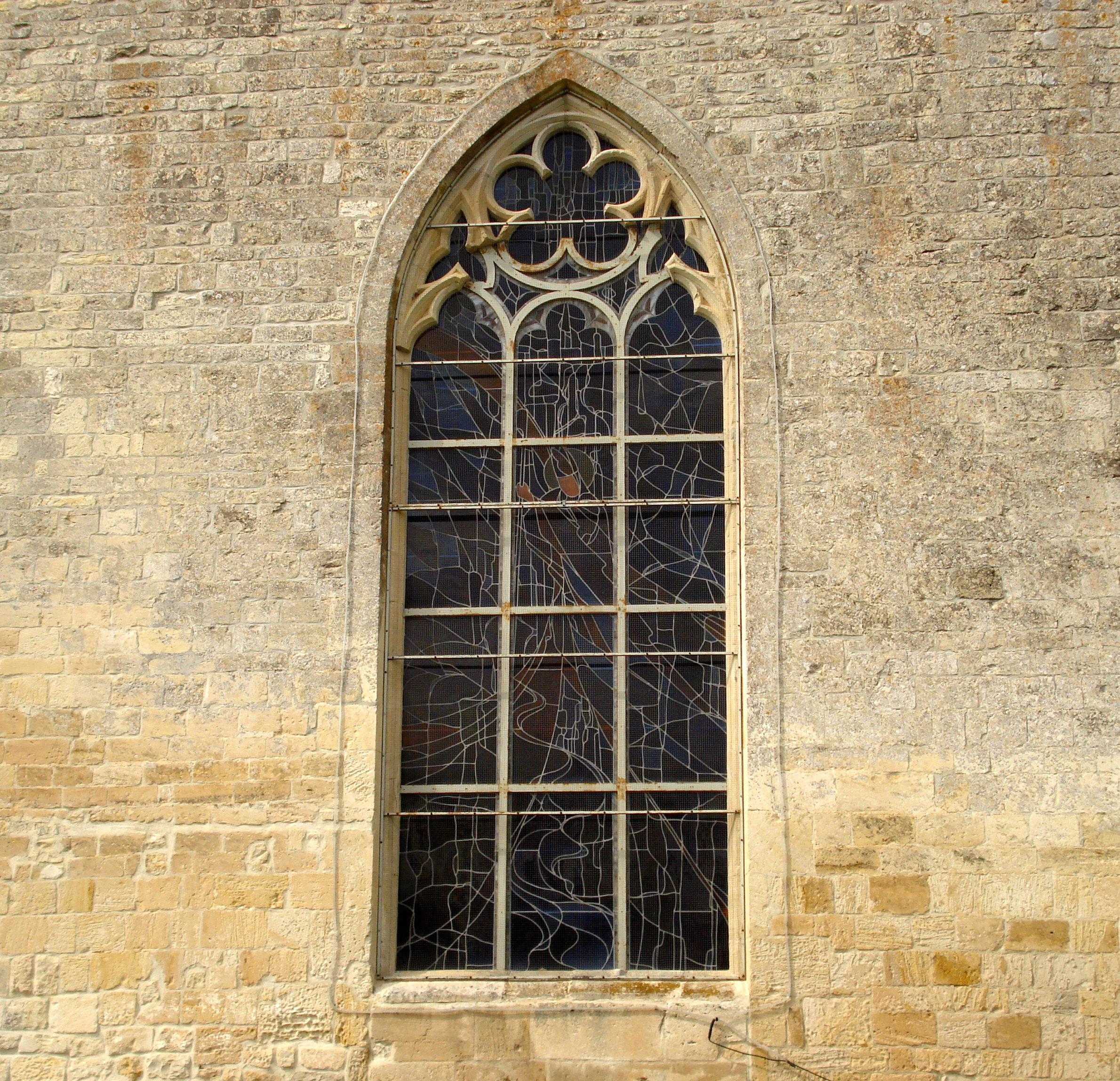
Le vitrail.
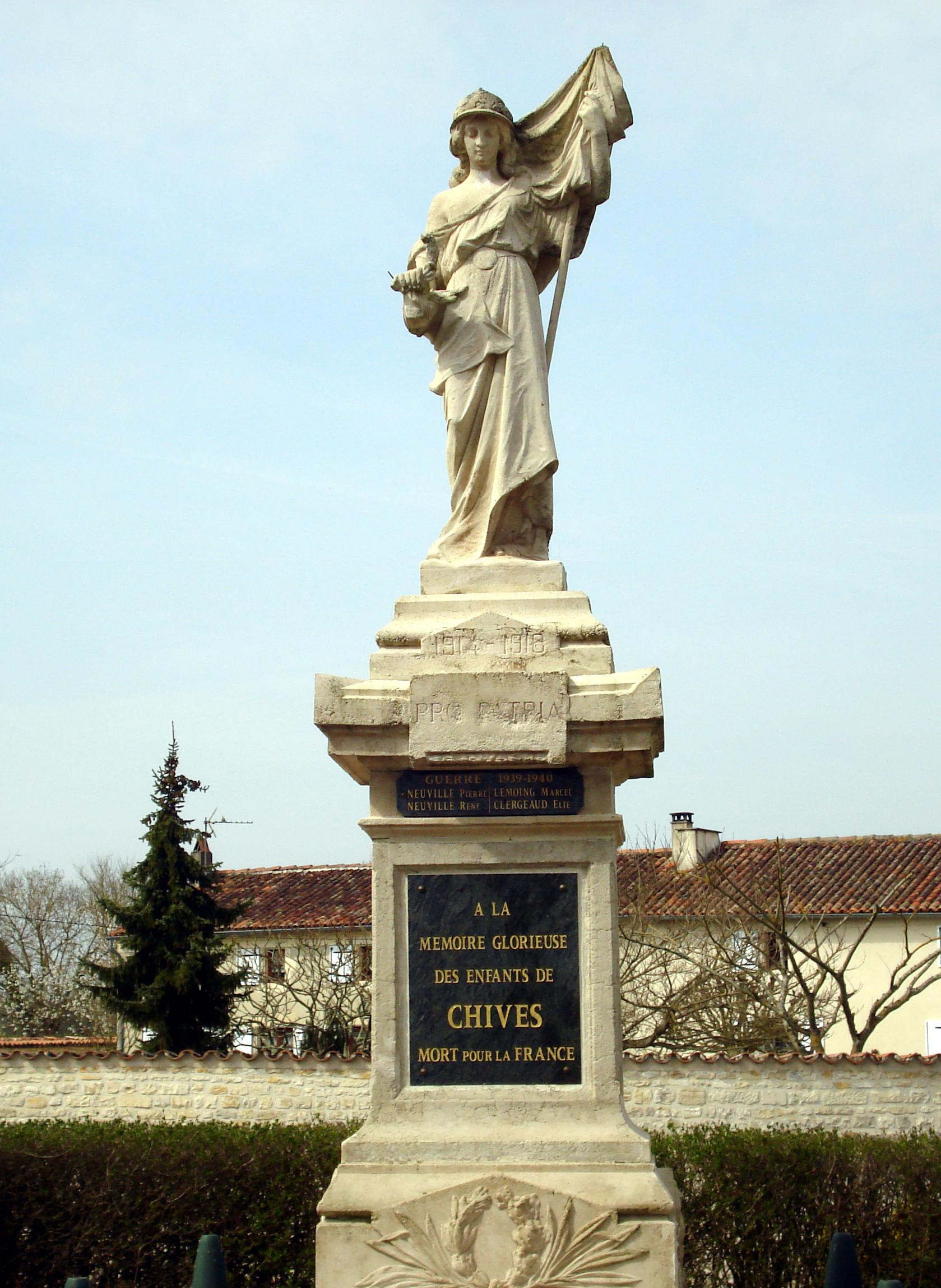
Le monument aux morts.

### Personnalités liées à la commune
- Paul Baron, conseiller général du canton d'Aulnay de 1976 à 1993 et ancien maire de la commune.